# Hermann Knöllinger
Hermann Knöllinger (* 26. März 1883 in Groß-Gerau; † 31. Oktober 1914 in Le Quesnoy) war ein deutscher Klassischer Philologe.

## Leben
Hermann Knöllinger, der Sohn von Adam Knöllinger und Elisabeth geb. Weihrich, besuchte von 1894 bis 1902 das Gymnasium in Mainz und studierte anschließend Klassische Philologie in München, Berlin und Gießen. Am 19. Juni 1906 wurde er bei Richard Wünsch zum Dr. phil. promoviert. In seiner Dissertation sammelte er die Fragmente von Ciceros Schrift De virtutibus, die er 1908 im Teubner-Verlag herausgab.
Nach dem Lehramtsexamen und dem Militärdienst war Knöllinger ab 1908 als Assistent am Philologischen Seminar der Universität Gießen angestellt und leitete die Übungen des Proseminars. Daneben unterrichtete er als Lehramtsassessor am Realgymnasium Gießen. Beim Ausbruch des Ersten Weltkriegs meldete sich Knöllinger freiwillig. Er kämpfte als Vizefeldwebel der Reserve im Infanterie-Regiment 116 an der Westfront und wurde mit dem Eisernen Kreuz ausgezeichnet. Am 31. Oktober 1914 fiel er beim Sturm auf Le Quesnoy. Sein letztes Werk, eine Neuausgabe der aristotelischen Problemata physica nach der Edition von Charles-Émile Ruelle, wurde nach seinem Tod von Joseph Klek abgeschlossen (1922).

## Schriften (Auswahl)
- De Ciceronis De virtutibus libro. Leipzig 1908 (Dissertation, Gießen).
- Supplementum Ciceronianum. M. Tullii Ciceronis De virtutibus libri fragmenta. Collegit Hermannus Knoellinger. Praemissa sunt excerpta ex Antonii de la Sale operibus et commentationes. Leipzig 1908.
- Aristotelis quae feruntur Problemata physica. Edidit C. A. Ruelle, recognovit H. Knoellinger, praefatione ornavit J. Klek. Leipzig 1922.